# Dinis Fernandes
Dinis Fernandes byl portugalský mořeplavec a obchodník. V 15. století se plavil ve službách Jindřicha Mořeplavce. V roce 1445 vypravil na vlastní náklady loď se kterou se účastnil druhé výpravy Lançarote de Freitase na jih podél západního pobřeží Afriky. Doplul k ústí řeky Senegal, které objevil krátce před ním Lançarote de Freitas a společně pluli po ní do vnitrozemí. Na 14° severní šířky objevil Zelený mys, který je nejzápadnějším bodem pevninské Afriky.